# August Courth
August Courth (* 12. Januar 1826 in Düsseldorf; † 23. Mai 1903 ebenda) war ein deutscher Jurist und Parlamentarier.

## Leben

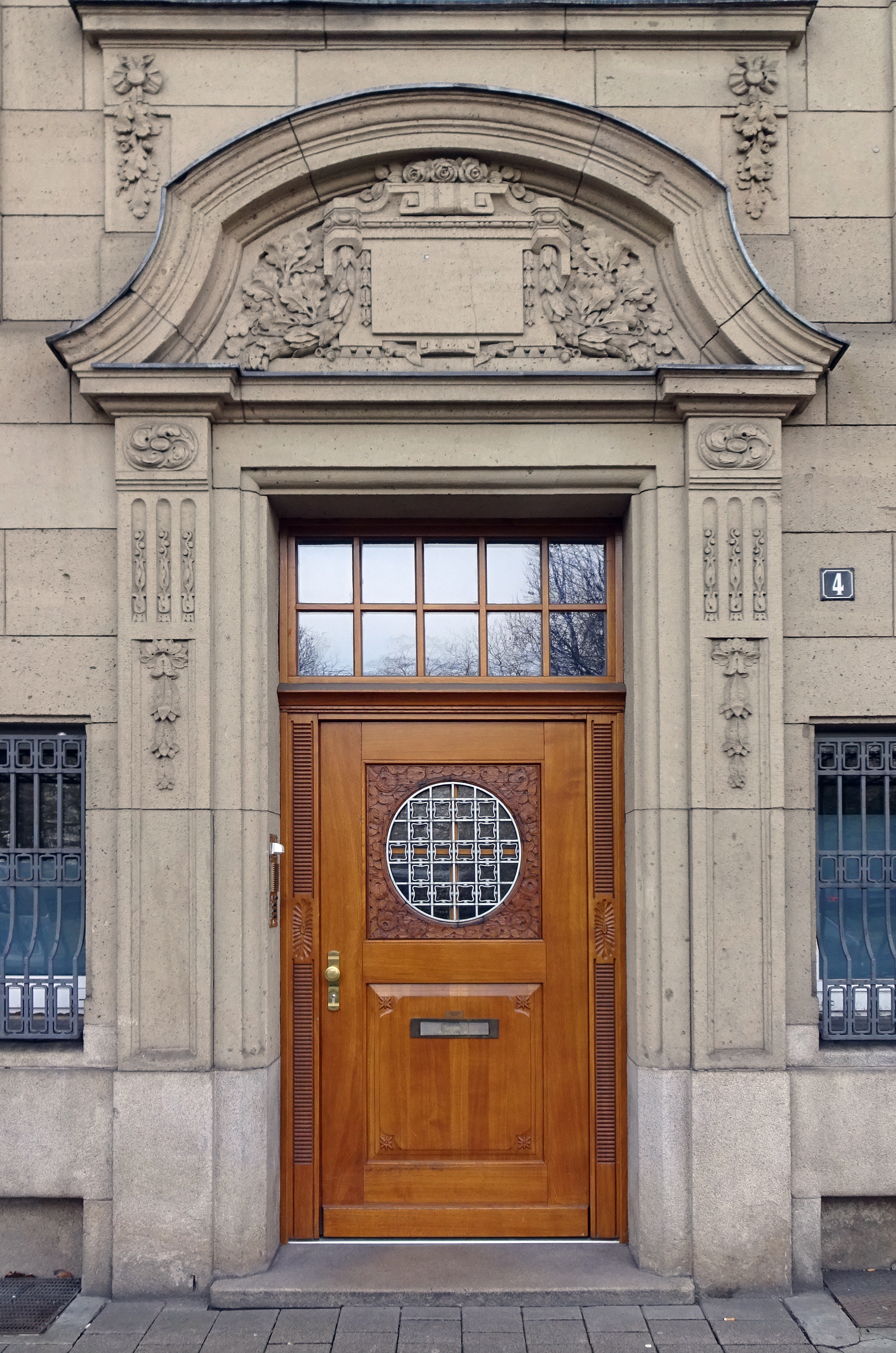
Heinrich-Heine-Allee 4 (2018)

Johann August Courth war der Sohn des Advokat-Anwalts und Justizrates Andreas Courth und der Maria Katharina Ludmilla geb. Pael. Sein jüngerer Bruder war der spätere Rechtsanwalt und Politiker Heinrich Courth. 
August Courth studierte an der Akademischen Lehranstalt zu Münster und der Rheinischen Friedrich-Wilhelms-Universität Rechtswissenschaft. 1844 wurde er Mitglied des Corps Borussia Bonn. Nach dem Studium absolvierte er das Gerichtsreferendariat. Er wurde Landgerichtsassessor und lebte über mehrere Jahrzehnte als Landgerichtsassessor a. D. in Düsseldorf, wo er im geerbten Eigentum in der Alleestraße 4 wohnte. Bei Krefeld besaß er ein Gut. Er war ein (unverheirateter) Sammler von Kunstschätzen. Dem Zoologischen Garten Krefeld schenkte er einen Elefanten. 1861 war August Courth in der Kommission des Künstlervereins Malkasten zum Erwerbung des Jacobi’schen Gartens, darunter auch der Notar Otto Euler als Vorsitzender.
Courth vertrat 1870–1873 den Wahlkreis Düsseldorf 8 (Moers) im Preußischen Abgeordnetenhaus. Er gehörte zur Fraktion der Freikonservativen Partei.